# Hourdisdecke

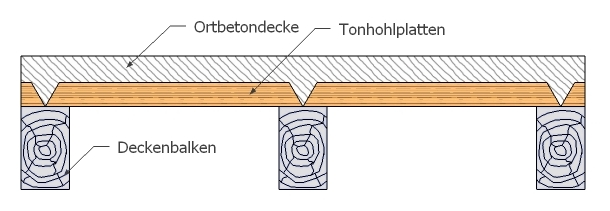
Hourdisdecke

Eine Hourdisdecke (aus dem Französischen: plancher hourdis für Plattenelement) ist eine Elementdecke aus Tonhohlplatten („Hourdis“), die als Einschub- bzw. Blinddecke zwischen Trägern aus Stahl (Doppel-T-Träger), Holz oder Stahlbeton eingehängt oder darauf verlegt werden. 
Insbesondere werden Tonhohlplatten in Frankreich und im Mittelmeerraum traditionell als Einschieblinge in Holzbalkendecken sowie auch in der Dachkonstruktion verwendet.
Über den Hourdisziegeln wird häufig ein Rieselschutz aus Vlies oder in Form eines Mörtelverstrichs vorgesehen, bevor ein Füllungsmaterial als Einstreu eingebracht wird. Darüber oder statt dem Einstreu kann eine wenigstens drei bis fünf Zentimeter starke Estrich- bzw. Ortbetonschicht appliziert werden. Ein Fußbodenaufbau aus Trockenbau- oder Holzwerkstoffplatten oder ein Dielenboden kann direkt auf dem Füllungsmaterial verlegt werden.
Eine Hourdisdecke besteht aus leichten, handlichen Bauelementen, die ohne weiteres von einer einzelnen Person montiert werden können. Eine Deckenschalung ist nicht nötig. Die Technik wird deswegen bevorzugt bei kleinen Bauvorhaben und in der Altbausanierung eingesetzt.
Vom ökologischen Gesichtspunkt werden Hourdisdecken, welche eine Steinwolle Trittschallschutzdämmung und einen Zementestrich-Unterlagsboden haben, einen großen Treibhauseffekt und Versäuerung beigemessen. Jedoch zeichnen sie sich durch lange Lebensdauer mit dem Zementstrich-Unterlagsboden aus. Bei unsorgfältiger Detailplanung und Ausführung ist ein kleines Schadenspotential fest zu stellen. Im Vergleich zu anderen Decken ist diese Hourdisdecke mit einem Mittleren Entsorgungsaufwand verbunden.